# AFN Korea
AFN Korea 미군 방송망(AFN)의 일부로, 미군의 AFRTS에 소속되어 있는 주한 미군의 방송국이다. 방송국이자 군부대이며 미 육군 제1통신여단(1st Signal Brigade) 소속이다. 주로 미 육군 제1통신여단에서 민간 방송을 받아다가 그 중 엄선해서 미군 부대에 송출하는 형태를 취하고 있다. 미 육군 제1통신여단은 AFN Korea의 방송 프로그램을 주한 미군에 송출하는 김에 대한민국 국민들에게도 같이 송출했는데 대한민국 채널은 2번을 배정받았다.

## 역사 및 영향력
AFKN은 한국 전쟁 서울 수복 직후 서울에 위치한 반도호텔에서 중파 라디오 이동 방송국으로 출발하였으며, 1957년에 유선 채널, 1960년대 중반부터 공중파 초단파(VHF) 채널 2번으로 텔레비전 방송 송출을 시작하였다. 컬러TV 방송, 위성 방송, 24시간 종일방송 등으로 한국 방송계에 큰 영향을 주었다고 평가되기도 한다.
AFKN은 영어 학습에 이용되기도 하였다. 대한민국의 시청자들은 AFKN을 통하여 미국의 다양한 문화를 접할 수 있었고, 반대로 한국문화를 전달하는 창구가 되기도 했다고 평가된다. AFKN은 1966년의 한미행정협정 제3조 2항에 의거하여 대한민국 정부의 통제 없이 자유롭게 방송할 수 있었기에 군사정권 당시 한국 언론에 드러나지 못했던 내용들이 보도될 수 있었던 반면, 대한민국의 대중문화가 미국의 대중문화에 영향을 받는다는 우려를 낳았다. 이러한 문제 때문에 1996년에 수신 가능지역을 줄이고자 서울의 TV 채널을 기존의 VHF 2번에서 UHF 34번으로 변경한 바 있으며, 서울 지역의 AM 방송 주파수도 이와 같은 맥락에서 549㎑에서 1530㎑로 옮겨진 것으로 보인다.
1987년 6.29 민주화 선언 이후 8월 8일에 WWF(World Wrestling Federation) 미국 프로레슬링 방영을 시작하여, 어린이와 청소년층에서 선풍적인 인기를 끌었고, 프로레슬링 저질 문화에 폭력과 잔인한 장면의 자극한다. 1990년대 후반 이후 WWE(World Wrestling Entertainment), WCW(World Championship Wrestling), TNA(Total Nonstop Action) 프로레슬링 경기가 케이블 방송을 통해 국내에 정식중계가 되고, 2003년 역사적인 첫 WWE 월드투어 한국경기가 개최되는데 큰 영향력을 주었다.
2001년 4월에 명칭을 AFKN에서 AFN Korea로 바꾸었다.

## 운영 채널

### AFN Prime Pacific Korea
AFN Prime Pacific Korea는 AFN Korea가 운영하는 TV 채널이다.
1957년에 AFKN-TV라는 이름으로 지상파 VHF 방송을 시작하였다. 1959년에는 2월 2일 화재로 방송이 중단됐던 대한방송의 한국어 프로그램을 3월 1일부터 매일 밤 30분씩 방송했다.
1983년 10월 4일부터 위성방송 체계인 SATNET을 도입하여 언제든지 미국 본국의 프로그램을 직접 방송할 수 있게 되었다. 매일 밤 11시부터 다음날 오후 3시 30분까지 16시간 동안 위성중계 수신을 하고 있다.
2001년 4월에 명칭을 AFKN-TV에서 변경하였다. 이후 TV 채널 자체가 AFN Prime이 되었다. 2007년 말에는 주한 미군 측이 공지를 통해 케이블TV를 통한 재송신을 금지했다. 그 이유는 모든 프로그램을 미국 내 방송사에서 국외 거주 미군에게만 보여준다는 조건으로 기부 받아 방송하고 있는데 케이블 TV를 통해 방송할 경우 이러한 조건이 저작권 문제 등 문제의 소지가 많을 수 있기 때문이다.
과거에는 자체 편성 비중이 있었으나, 지금은 일부 자체 제작 프로그램과 광고를 제외하면 대부분의 시간에는 AFN Prime Pacific과 동시 방송한다.
2012년 5월 1일 새벽에 대한민국에서의 아날로그 지상파 텔레비전 방송 송출이 중단되어 스크램블(암호화 신호) 처리된 위성 신호로만 방송하고 있다.
| 송신소        | 채널  | 출력  | 송신소 위치                                    |
| ------------- | ----- | ----- | ---------------------------------------------- |
| 남산 송신소   | CH 34 | 30㎾  | 서울특별시 용산구 용산동2가 산1-3              |
| 동두천 중계소 | CH 49 | ?     | 경기도 동두천시 보산동 (캠프 케이시)           |
| 의정부 송신소 | CH 58 | 100W  | 경기도 의정부시 가능1동 (캠프 레드 클라우드)   |
| 송탄 송신소   | CH 49 | 100W  | 경기도 평택시 신장동 (오산공항)                |
| 평택 중계소   | CH 58 | 50W   | 경기도 평택시 팽성읍 대추리 (캠프 험프리스)    |
| 원주 중계소   | CH 58 | 50W   | 강원도 원주시 태장2동(캠프 롱)                 |
| 군산 송신소   | CH 49 | 2.5㎾ | 전라북도 군산시 옥서면 선연리 (군산공항)       |
| 대구 송신소   | CH 12 | 1㎾   | 대구광역시 남구 대명5동 (캠프 워커)            |
| 왜관 중계소   | CH 49 | 100W  | 경상북도 칠곡군 왜관읍 왜관리 (캠프 캐럴)      |
| 진해 중계소   | CH 2  | 100W  | 경상남도 창원시 진해구 현동 (진해 기지 사령부) |

음성다중방식은 MTS/SAP이며 1996년부터 남산송신소 송출채널을 VHF-Low 2에서 UHF 34로 변경할 때 Zweikanalton이 아니라서 논란이 있었다.

### Thunder AM
Thunder AM은 AFN Korea가 운영하는 AM 라디오 방송망이다.
| 송신소      | 주파수    | 출력 | 송신소 위치                                    |
| ----------- | --------- | ---- | ---------------------------------------------- |
| 평택 송신소 | AM 1440㎑ | 5㎾  | 경기도 평택시 팽성읍 대추리 (캠프 험프리스)    |
| 왜관 중계소 | AM 1440㎑ | 5㎾  | 경상북도 칠곡군 왜관읍 왜관리 (캠프 캐럴)      |
| 포항 중계소 | AM 1512㎑ | 250W | 경상북도 포항시 남구 오천읍 용덕리 (캠프 무적) |

### AFN The Eagle
AFN The Eagle은 AFN Korea가 운영하는 FM 라디오 방송망이다.
- 과거에는 "Eagle FM"이었으나 최근 들어 "AFN The Eagle"로 명칭이 변경되었다.

| 송신소        | 주파수     | 출력 | 송신소 위치                                    |
| ------------- | ---------- | ---- | ---------------------------------------------- |
| 남산 송신소   | FM 102.7㎒ | 5㎾  | 서울특별시 용산구 용산동2가 산1-3              |
| 동두천 중계소 | FM 88.3㎒  | 100W | 경기도 동두천시 보산동 (캠프 케이시)           |
| 의정부 송신소 | FM 88.5㎒  | 100W | 경기도 의정부시 가능1동 (캠프 레드 클라우드)   |
| 송탄 송신소   | FM 88.5㎒  | 30W  | 경기도 평택시 신장동 (오산공항)                |
| 평택 중계소   | FM 88.3㎒  | 50W  | 경기도 평택시 팽성읍 대추리 (캠프 험프리스)    |
| 원주 중계소   | FM 88.3㎒  | 50W  | 강원특별자치도 원주시 태장2동 (캠프 롱)        |
| 군산 송신소   | FM 88.5㎒  | 250W | 전북특별자치도 군산시 옥서면 선연리 (군산공항) |
| 광주 중계소   | FM 88.5㎒  | 50W  | 광주광역시 광산구 신촌동 (광주공항)            |
| 대구 송신소   | FM 88.5㎒  | 1㎾  | 대구광역시 남구 대명5동 (캠프 워커)            |
| 왜관 중계소   | FM 88.5㎒  | 50W  | 경상북도 칠곡군 왜관읍 왜관리 (캠프 캐럴)      |
| 진해 중계소   | FM 88.5㎒  | 50W  | 경상남도 창원시 진해구 현동 (진해기지사령부)   |
| 부산 송신소   | FM 88.1㎒  | 250W | 부산광역시 남구 감만1동 (8부두)                |

### AFN Pacific 채널
AFN 360 인터넷 라디오 홈페이지와 스마트폰 앱으로 청취할 수 있는 라디오 채널이다. 주한미군 방송 3개채널, 주일미군 방송 5개채널, AFN 글로벌 라디오 9개 채널로 구성되어 있다.
- 주한미군 방송 - 평택 험프리스, 대구, 군산
- 주일미군 방송 - 이와쿠니, 미사와, 오키나와, 사세보, 도쿄
- AFN 글로벌 라디오 - Country, Fans, Freedom, Gravity, Hot AC, Joe Radio, Legacy, Power Talk, The Voice

## 연관 문서
- AFN
- 주한 미군 (USFK)
- KFN 라디오 (KFN)